# Przyszłość Włochy

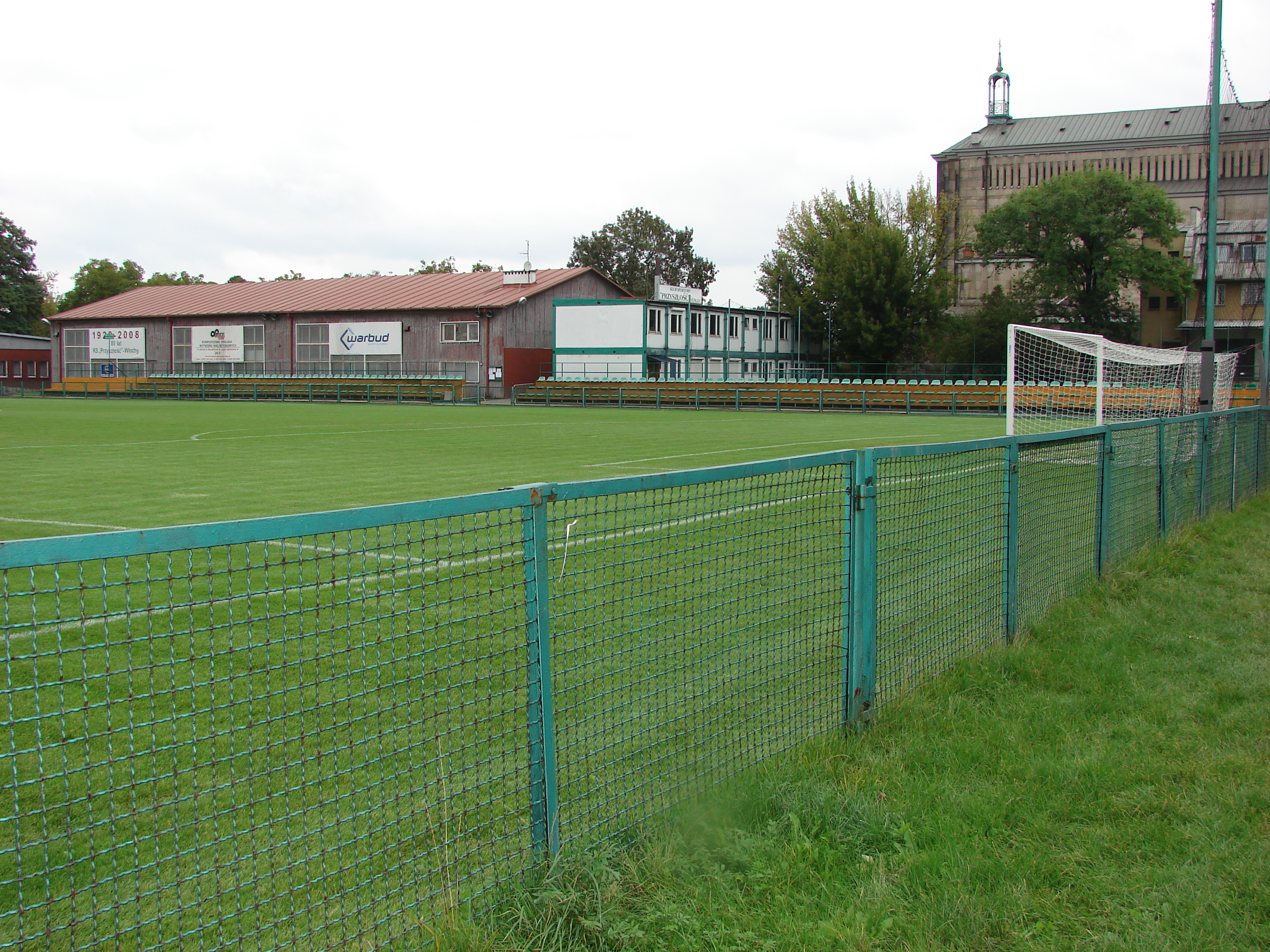
Stadion KS "Przyszłość"

KS Przyszłość Włochy – polski klub sportowy założony w 1928, z siedzibą w Warszawie w dzielnicy Włochy. Obecnie (2016) wyczynowo prowadzona jest tylko sekcja piłki nożnej. W latach ubiegłych, wyczynowo, klub prowadził również sekcje: siatkówki kobiet (do 1985) i mężczyzn (do lat pięćdziesiątych XX w.); koszykówki kobiet (do 1939) i mężczyzn (do lat pięćdziesiątych); piłkarzy ręcznych (do lat pięćdziesiątych); tenisa stołowego kobiet i mężczyzn (do 1989), lekkiej atletyki (z przerwami do 1986) oraz biegów na orientację (do 2000).

## Historia

### Powstanie klubu i sekcja piłki nożnej
Klub powstał jesienią 1928 z połączenia "dzikiej" drużyny KS "Huragan" Włochy i drużyny OMTUR (Organizacji Młodzieżowej Towarzystwa Uniwersytetu Robotniczego). Nowy klub otrzymał nazwę Stowarzyszenie Młodzieży "Przyszłość". Pierwszy mecz pod tą nazwą klub rozegrał w maju 1929. Przeciwnikiem był RKS "Znicz" Pruszków. Zawody zakończyły się wynikiem 1:1. Pierwsze zwycięstwo w swojej historii, "Przyszłość" zanotowała tydzień później, pokonując RKS Ursus 2:1. Oba spotkania rozegrano na własnym, nieistniejącym już boisku przy ul. Jesionowej 22.
W 1930 klub został zgłoszony do rozgrywek organizowanych przez WOZPN i rozpoczął występy w C-klasie (czwarty szczebel rozgrywkowy). Pierwszy awans do B-klasy wywalczono już w 1931. Po kryzysie w 1933 i spadku do najniższej klasy rozgrywkowej, w 1934 ponownie wywalczono awans do B-klasy,  w której klub grał do wybuchu wojny. W 1938 "Przyszłość" przeprowadziła  się na swój obecny stadion przy ulicy Rybnickiej (ówczesnej Słowackiego).
Po II wojnie światowej "Przyszłość" grała najczęściej w A- lub B-klasie, chociaż w 1954 klub przeżywał ogromny kryzys. Wtedy to, "Przyszłość" (pod nazwą "Stal", odgórnie narzuconą przez władze w 1950 podczas podporządkowywania klubów sportowych zrzeszeniom zawodowym), została zdegradowana do C-klasy. Jesienią tego roku  drużyna piłkarska uległa rozpadowi, co kilka miesięcy później skutkowało wycofaniem się z rozgrywek WOZPN. Kryzys narastał i jesienią 1955 klub chylił się ku upadkowi, wtedy nastąpił jednak przełom. Życie Warszawy i Zrzeszenie Sportowe "Start" zorganizowały wielki turniej piłkarski drużyn niestowarzyszonych. Spośród 136 "dzikich" drużyn najlepsze okazały się dwie drużyny z Włoch: "Rakieta" i "Przyszłość". Jeszcze w tym samym roku obie drużyny połączyły się pod nazwą "Przyszłość". Wiosną 1956 klub już pod swoją tradycyjną nazwą – do której można było powrócić na fali odwilży – przystąpił do rozgrywek C-klasy i od razu wywalczył awans. Rok 1967 zaowocował poważną zmianą w historii klubu, ponieważ doszło do fuzji z kołem sportowym Spółdzielni Pracy "Skala". Po tym wydarzeniu klub przez pewien okres nosił nazwę "Przyszłość-Skala".
Pierwszy awans do ligi okręgowej "Przyszłość" zanotowała w sezonie 1992/93, jednak zagościła na tym szczeblu tylko jeden sezon. Ponowny awans klub wywalczył w sezonie 1994/95 i znowu pobyt w lidze okręgowej trwał tylko rok. Na kolejny awans do „okręgówki” przyszło poczekać do sezonu 2002/03. W kolejnym sezonie, 2003/04, "Przyszłość", jako beniaminek, wywalczyła następny awans. Tym razem do Międzywojewódzkiej Ligi Seniorów (V szczebel rozgrywkowy). Na tym poziomie "Przyszłość" grała trzy sezony i w sezonie 2006/07 zanotowała spadek do ligi okręgowej na jeden rok. Po powrocie na V szczebel rozgrywkowy ''Przyszłość'' przez większość sezonu 2008/09 znajdowała się w czołówce walcząc o awans, jednak ostatecznie zajęła 6. miejsce. Następny sezon był znacznie mniej udany, bowiem klub zajął przedostatnie miejsce w tabeli i wrócił do ligi okręgowej, w której występował do sezonu 2020/2021, po którym zaliczył spadek do klasy A.  

### Ostatnie sezony
| Sezon   | Liga           | Miejsce | Punkty | Zwycięstwa | Remisy | Porażki | Bramki | Uwagi                                 |
| ------- | -------------- | ------- | ------ | ---------- | ------ | ------- | ------ | ------------------------------------- |
| 2012/13 | Liga Okręgowa  | 2       | 67     | 21         | 4      | 5       | 95-34  | przegrane baraże o awans z PKS Radość |
| 2013/14 | Liga Okręgowa  | 9       | 43     | 13         | 4      | 15      | 80-65  | brak                                  |
| 2014/15 | Liga Okręgowa  | 5       | 54     | 17         | 3      | 10      | 110-61 | brak                                  |
| 2015/16 | Liga Okręgowa  | 3       | 54     | 15         | 9      | 6       | 71-41  | brak                                  |
| 2016/17 | Liga Okręgowa  | 4       | 50     | 15         | 5      | 10      | 73-48  | brak                                  |
| 2017/18 | Liga Okręgowa  | 10      | 38     | 10         | 8      | 12      | 53-57  | brak                                  |
| 2018/19 | Liga Okręgowa  | 8       | 43     | 13         | 4      | 13      | 52-55  | brak                                  |
| 2019/20 | Liga Okręgowa  | 12      | 13     | 4          | 1      | 10      | 20-39  | rozegrano jedynie 15 kolejek          |
| 2020/21 | Klasa Okręgowa | 13      | 35     | 10         | 5      | 19      | 60-99  | spadek                                |
| 2021/22 | Klasa A        | 6       | 47     | 15         | 2      | 11      | 69-44  | brak                                  |
| 2022/23 | Klasa A        | 11      | 31     | 8          | 7      | 11      | 66-57  | brak                                  |

## Pozostałe sekcje

### Koszykówka
Męską drużynę koszykówki zgłoszono do rozgrywek w B-klasie w 1930. Inauguracja wypadła źle i "Przyszłość" przegrała w Warszawie z Legią 2:32. "Przyszłość" jednak w debiucie uzyskała awans do A-klasy - najwyższego szczebla rozgrywkowego, chociaż obejmującego tylko teren województwa. Bowiem z wyjątkiem piłki nożnej, przed 1939 ligi ogólnopolskie nie istniały. W 1931, "Przyszłość" zaczęła występować w elicie, grając z najlepszymi klubami warszawskimi: Polonią (wielokrotny mistrz Polski), AZS, YMCA. W barwach tych zespołów występowało wielu ówczesnych reprezentantów Polski. W A-klasie "Przyszłość" występowała dwa lata. Większość pojedynków przegrała, ale niektóre miały bardzo wyrównany przebieg np. ze Skrą 16:22, z Makabi 20:24, ze Strzelcem 34:34, z YMCA 20:26. O meczu z YMCA pisał Przegląd Sportowy: "Przyszłość z Włoch stawiła niespotykany opór przegrywając zaszczytnie". Od 1935 rozgrywki, podobnie jak obecnie, prowadzone były zimą, koszykówka i siatkówka stały się sportami halowymi, a "Przyszłość" nie dysponująca wtedy takim obiektem przestała liczyć się w rozgrywkach.

### Siatkówka
Drużyna kobiet pierwszy sukces osiągnęła w 1931, awansując do A-klasy. W kolejnym sezonie już w elicie, siatkarki "Przyszłości" były całkowitą rewelacją zajmując 3 miejsce, tylko za potentatami: AZS i Polonią. Po wojnie, w 1963 juniorki "Przyszłości" zdobyły brązowy medal w Warszawskiej Olimpiadzie Młodzieży. Dwa lata później, w tej samej imprezie dotarły do finału. W 1970, seniorki odniosły swój największy sukces, docierając do turnieju finałowego ligi okręgowej. Do awansu do II ligi zabrakło im jednak doświadczenia. 
Drużyna męska pierwszy sukces, czyli awans do A-klasy, odniosła w 1931. W pierwszym sezonie w najwyższej klasie, już na inaugurację, "Przyszłość" pokonała warszawską Polonię 30:27. Miesiąc później, w rewanżu, "Przyszłość" ponownie pokonała Polonię, tym razem 30:14. W kolejnych meczach "Przyszłość" pokonała także Legię, YMCA oraz PWL. W efekcie, tuż przed końcem rozgrywek, klub zajmował 2 miejsce, tuż za AZS, który w tym okresie był mistrzem albo wicemistrzem Polski. W tabeli końcowej tego sezonu "Przyszłość" uplasowała się na 3 miejscu. Po wojnie nie udało się skutecznie reaktywować męskiej drużyny siatkówki, która rozgrywała tylko okazjonalne, towarzyskie mecze.

### Tenis stołowy
Sekcję zawiązano prawdopodobnie w 1931, jednak przed wojną nie osiągnęła żadnych sukcesów grając w B-klasie. Sukcesy przyszły w pierwszych latach po wojnie. Zimą 1946/47 "Przyszłość" przystąpiła do rozgrywek w B-klasie i od razu wywalczyła awans do najwyższej klasy rozgrywkowej w województwie. Największe tryumfy przyniósł rok 1948. Drużynowo w A-klasie klub zajął 2 miejsce. Indywidualnie natomiast, Wacława Podmiotko zdobyła mistrzostwo Warszawy. Sukces ten powtórzyła w grze mieszanej ze Zdzisławem Samborskim. Zdobycie mistrzostwa Warszawy uprawniało do startu w mistrzostwach Polski. Odbyły się one 28 lutego w Radomiu. Wacława Podmiotko zdobyła w tych zawodach brązowy medal.
W 1957 "Przyszłość" awansowała do ligi okręgowej, a w 1964 była o krok od awansu do II ligi, zajmując w swojej grupie 3 miejsce. W latach siedemdziesiątych ping-pongiści awansowali do nowo utworzonej ligi międzywojewódzkiej, należąc do bezpośredniego zaplecza II ligi. Klub kładł duży nacisk na szkolenie młodzieży i przyniosło to efekty pod koniec lat siedemdziesiątych. W 1978, Małgorzata Boniecka zdobyła brązowy medal mistrzostw Polski juniorów. Ta sama zawodniczka, rok wcześniej, zdobyła brązowy medal Warszawskiej Olimpiady Młodzieży. W 1980, kobieca drużyna awansowała do II ligi, mając w składzie m.in. Boniecką oraz Małgorzatę Kozak i Renatę Kowalską (obie brązowy medal Warszawskiej Olimpiady Młodzieży w 1978).

### Biegi na orientację
Sekcja powstała w 1978, a już w 1982 awansowała do I ligi w tej dyscyplinie. Również w 1982, Anna Górnicka zdobyła mistrzostwo Polski juniorek młodszych, a w 1983 otrzymała powołanie do reprezentacji kraju. W 1991 Górnicka po raz trzeci z rzędu zdobyła złoty medal mistrzostw Polski. Dwa lata później zajęła 18 miejsce w Mistrzostwach Świata w West Point. W kadrze narodowej juniorek występowała także Barbara Strzyszewska.
W 1994 "Przyszłość" drużynowo zajęła 5 miejsce w mistrzostwach Polski i była jednym z niewielu cywilnych klubów w których uprawiano tę dyscyplinę.

### Piłka ręczna i lekka atletyka
Sekcje nigdy nie osiągnęły znaczących wyników ani sukcesów.

## Infrastruktura
Oprócz doskonale utrzymanej płyty głównej, klub dysponuje dwoma małymi boiskami treningowymi (jedno z oświetleniem), dwoma kortami tenisowymi oraz - oddaną do użytku w 1989 - halą sportową o wymiarach 42x18 m, przystosowaną do rozgrywania meczów siatkówki, koszykówki oraz futsalu.
Od strony hali sportowej wzdłuż boiska znajdują się drewniane trybuny z zainstalowanymi 392 krzesełkami. 

## Nazwy
- 1928 – 1950 SM „Przyszłość” Włochy;
- 1950 – 1951 „Związkowiec” Włochy;
- 1951 – 1954 ZS „Stal” Włochy;
- 1955 – 1957 KS „Przyszłość” Włochy;
- 1957 – 1967 SKS „Przyszłość” Włochy;
- 1967 – 1971(?) KS „Przyszłość-Skala” Włochy;
- 1971(?) – 2000 SKS „Przyszłość” Włochy;
- od 2000 KS „Przyszłość” Włochy.

## Herb
Herb klubu po raz pierwszy przedstawiono w 1929 roku. Została nim biało-zielona tarcza z czerwoną obwódką i literą "P" w prawym górnym rogu.